# Jennie Wyse Power

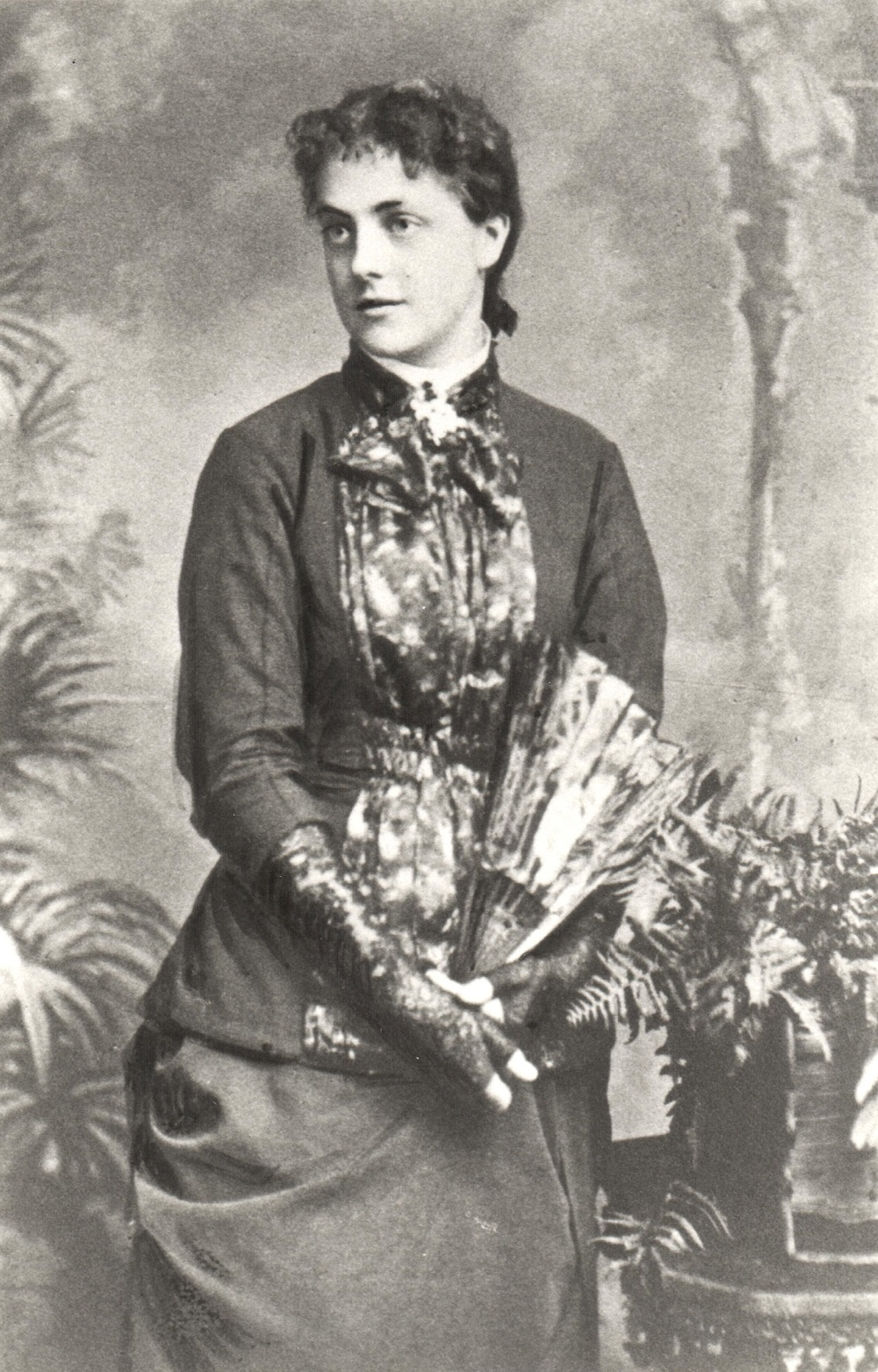
Jennie Wyse Power

 Jennie Wyse Power (* 1. Mai 1858 in Baltinglass, County Wicklow, Irland; † 5. Januar 1941 in Dublin, Irland) war eine irische Aktivistin, Frauenrechtlerin und Politikerin. Sie war Gründungsmitglied der irisch-republikanischen Bewegung und Partei Sinn Féin und Vizepräsidentin der radikal irisch-nationalistischen Frauenorganisation von Inghinidhe na hÉireann.

## Leben und Werk
Power wurde als das jüngste von sieben Kindern als Jane O’Toole von Mary Norton und Edward O’Toole geboren. 1860 zog ihre Familie nach Dublin. 1881 trat sie in die Ladies’ Land League ein, die Anna Catherine Parnell, die Schwester des irischen nationalistischen Führers Charles Stewart Parnell, im Januar 1881 gegründet hatte. Power leitete mehrere Treffen der lokalen Zweigstellen der Ladies Land League und gründete eine neue Zweigstelle in Tinahely. Anfang 1882 verzeichnete die Ladies Land League 500 Filialen in ganz Irland.
1883 heiratete sie John Wyse Power, den damaligen Herausgeber der Zeitung Leinster Leader und Mitglied der Irish Republican Brotherhood und Gründungsmitglied der Gaelic Athletic Association (GAA). Sie bekam mit ihm fünf Kinder, wobei ihr jüngstes Kind fünf Monate nach dem Tod von Parnell geboren und in seinem Andenken auf den Namen Charles Stewart Wyse Power getauft wurde. In dem Roman Ulysses von James Joyce erscheinen Power und ihr Mann als Wyse Nolans.

## Gaelic League
1893 wurden Power und ihr Mann aktive Mitglieder der Gaelic League, einer Organisation zur Förderung der irischen Sprache und Kultur. Eine Organisation, die 1903 direkt aus der Gaelic League hervorging, war die Irish Industrial Development Association. Die erste Filiale wurde in Cork gegründet und eine weitere Filiale später in Dublin eröffnet, wo Power die erste Sekretärin war. Die Bedeutung der Organisation bestand in der Förderung der Nutzung der irischen Produktion und der Unterstützung der irischen Industrie. 1899 gründete Power in Dublin ein Geschäft, die Irish Farm Produce Company, mit angeschlossenem Restaurant. Sie lebte mit ihrer Familie über dem Geschäft, das zu einem nationalistischen Treffpunkt wurde.

## Gründungsmitglied von Cumann na mBan
1900 wurde sie zu einer der vier Vizepräsidentinnen von Inghinidhe na hÉireann gewählt. Diese Bewegung strebte die vollständige Unabhängigkeit Irlands und die Entwicklung der irischen Wirtschaft und Kultur an. 1903 wurde sie zur Vormundin des Armenrechts für Nord-Dublin gewählt und war bis 1911 als solche für soziale Angelegenheiten der Armen zuständig. Bei der Gründungsversammlung von Sinn Féin wurde sie als ortsansässiges Vorstandsmitglied aufgenommen und war 1912 Vizepräsidentin. Am 5. April 1914 wurde sie im Wynne’s Hotel in Dublin Gründungsmitglied von Cumann na mBan und war aktives Mitglied der Central Branch. Am 31. Oktober 1914 wurde sie zur ersten Präsidentin von Cumann na mBan gewählt. Die Unterzeichnung der Proklamation der Irischen Republik fand in ihrem Haus in der Henry Street statt. Während des Osteraufstandes wurde das Haus durch einen Brand zerstört. Die seit 30 Jahren in ihrer Obhut befindlichen Akten der Ladies’ Land League wurden bei den Flammen vernichtet.
Nach dem Aufstand halfen sie und ihre Tochter Nancy, Cumann na mBan neu zu organisieren und Gelder an Familien zu verteilen, die aufgrund des Aufstands in Not geraten waren.

## Irische Revolutionszeit
1919 wurde sie zur Schatzmeisterin der Sinn Féin Executive ernannt, als sie in einem Artikel in der wahrscheinlich ersten irischen Frauenzeitschrift Leabhar na mBan die Geschichte von Cumann na mBan veröffentlichte. 1920 wurde sie als eine von fünf weiblichen Mitgliedern in die Dublin Corporation für den Inns Quay – Rotunda District gewählt.
Während eines Großteils der zweiten Hälfte des Jahres 1919 diente ein Raum in ihrem Restaurant in der Henry Street in Dublin als Hauptquartier der irischen Freiwilligen. 1920 gewann sie ein Mandat bei den Kommunalwahlen und war in der Geschäftsleitung von Sinn Fein und Cumann na mBan und war Mitglied der vom Parlament Dail eingesetzten Industriekommission.
Sie war das einzige führende Mitglied von Cumann na mBan, das den anglo-irischen Vertrag von 1921 unterstützte und sich Cumann na Saoirse anschloss. Als gemeinsame Schatzmeisterin von Sinn Féin mit Éamonn Duggan fror sie die Konten der Partei ein und verweigerte den Republikanern den Zugang zu dem Geld. Sie wurde in den Vorstand von Cumann na nGaedheal berufen und 1922 für den ersten Seanad nominiert. 1922 wurde sie von dem Präsidenten des Exekutivrats, William Thomas Cosgrave, als Mitglied der Cumann na nGaedheal in den irischen Freistaat Seanad Éireann berufen. Sie war mit Alice Stopford Green, Ellen Cuffe, und Eileen Costello eine von vier Frauen, die 1922 zum ersten Seanad gewählt oder ernannt wurden. Bis 1936 setzte sie sich dort für die Gleichberechtigung für Frauen ein.
Als 1932 die Partei Fianna Fáil von Éamon de Valera an die Regierung kam, gefiel ihr ihre Politik der wirtschaftlichen Selbstversorgung. Sie trat in die Partei ein und wurde Senatorin. Sie blieb eine konsequente Verfechterin der Frauenrechte und lehnte die Politik der Regierungen Cumann na nGaedheal und Fianna Fáil ab, die die volle Staatsbürgerschaft und Beschäftigungsmöglichkeiten von Frauen einschränkte. Als 1936 de Valera den Seanad Éireann abschaffte und den Entwurf einer neuen Verfassung verkündete, endete ihr öffentliches politisches Leben.
1941 starb sie im Alter von 82 Jahren in ihrem Haus in Dublin und wurde bei ihrem Ehemann und ihrer Tochter Máire auf dem Glasnevin Cemetery beigesetzt. An ihrer Beerdigung nahmen viele hochrangige Regierungsminister, Beamte, Richter, Senatoren und Vertreterinnen verschiedener Frauenbewegungen teil.
Als Frauenrechtlerin war Power Mitglied der 1876 gegründeten Irishwomen’s Suffrage and Local Government Association und später der 1908 gegründeten Irish Women’s Franchise League.

## Veröffentlichungen (Auswahl)
- Words of the Dead Chief: Being Extracts from the Public Speeches and Other Pronouncements of Charles Stewart Parnell from the Beginning to the Close of His Remarkable Life. Univ. College Dublin, 2009, ISBN 978-1-906359-42-3.